# Schizonycha usaramae
Schizonycha usaramae är en skalbaggsart som beskrevs av Brenske 1898. Schizonycha usaramae ingår i släktet Schizonycha och familjen Melolonthidae. Inga underarter finns listade i Catalogue of Life.